# Worthington (Kentucky)
Worthington é uma cidade localizada no estado americano de Kentucky, no Condado de Greenup.

## Demografia
Segundo o censo americano de 2000, a sua população era de 1673 habitantes.
Em 2006, foi estimada uma população de 1684, um aumento de 11 (0.7%).

## Geografia
De acordo com o United States Census Bureau tem uma área de
3,1 km², dos quais 3,0 km² cobertos por terra e 0,1 km² cobertos por água.

## Localidades na vizinhança
O diagrama seguinte representa as localidades num raio de 8 km ao redor de Worthington.